# UGC 3336
UGC 3336 è una galassia a spirale visibile nella costellazione di Cefeo.
Si presenta di aspetto compatto, accentuato e di forma ovale, in direzione est-ovest; la vista è parzialmente di taglio e la struttura della spirale, barra inclusa, è evanescente.
Ad 1',8 a nord del nucleo vi è la stella GSC 4621:1065 di magn. 10,92.